# Corneliuskerk (Noordwelle)
De Corneliuskerk is een protestantse kerk van de Nederlandse Hervormde Kerk in Noordwelle in de provincie Zeeland.

## Geschiedenis
De oudste gegevens van een katholieke kerk in Noordwelle dateren uit de 12e eeuw waar in een Pauselijke bul sprake is van een kerk te Welland met haar toebehoren. In 1409 is er sprake van een kapel in Noordwelle die gewijd was aan de maagd Maria. De huidige kerk werd gebouwd omstreeks 1440 en was gewijd aan Sint-Cornelius.
De kerk werd tijdens de Tachtigjarige Oorlog in 1576 grotendeels verwoest nadat de watergeuzen het gebouw in brand staken omdat een aantal Spaanse soldaten zich daar verborgen hielden. Na de komst van de reformatie werd de kerk vanaf 1589 heropgebouwd met kloostermoppen en rode stenen van de oude kerk waarbij het schip op de oude muurresten heropgebouwd werd en de toren zijn huidige vorm kreeg. Het koor werd omstreeks 1625 herbouwd. In 1754 werd het interieur gemoderniseerd in Louis XV-stijl en de huidige preekstoel geplaatst.
In 1859 werd het koor verbouwd tot schoollokaal en in 1892 en 1928 uitgebreid met haaks op het koor staande klaslokalen. Er volgden restauraties in 1852-1853 en de toren werd in 1864 hersteld ondanks het advies van de Zierikzeese bouwmeester Matthieu Couvée om de toren af te breken. In 1875 werd de buitenkant van de kerk bepleisterd om te bezuinigen op onderhoud.
Begin jaren 1960 werd een grote restauratie uitgevoerd, waarbij het pleisterwerk aan de buitenkant verwijderd werd en zowel de aangebouwde klaslokalen als de aanbouwsels aan de toren afgebroken werden.
In 2005 werd een werkgroep opgericht met als doel de kerk te renoveren om voor multifunctionele doelen te kunnen gebruiken. De volgende jaren werd onder andere verwarming aangelegd, een nieuwe plavuizen vloer gelegd, de houten zijbanken aangepast en de middenbanken vervangen door losse kerkstoelen. Sinds 2013 konden de kerkdiensten weer doorgaan in het opgeknapte schip nadat deze enkele jaren in het koorgedeelte van de kerk gehouden werden.

## Kerktoren
De kerktoren is een bakstenen westtoren die sterk overhelt. De toren heeft een vierkant onderstuk uit het midden van de 15e eeuw, overgaand in een achtkantige bovenbouw gedateerd midden 16e eeuw, met een achtkantige spits. Bij de restauratie begin jaren 1960 werden twee steunberen aangebouwd omdat de kerktoren inmiddels heel schuin weggezakt was. In de klokkenstoel bevindt zich een luidklok uit de 15e eeuw met de naam "Salvator". De klok weegt 417 kg met een diameter van 91 cm en is vermoedelijk gegoten door Pieter van Dormen uit Antwerpen. De klok werd tijdens de Tweede Wereldoorlog op 9 april 1943 uit de toren gehesen om verscheept te worden naar Duitsland. Doordat het schip verging op het IJsselmeer bleef de klok in Noordwelle en werd ze op 7 juli 1946 terug in de toren gehangen. Het mechanisch torenuurwerk van fabrikant B. Eijsbouts werd buiten werking gesteld.

## Kerkorgel
In 1867 werd de opdracht voor de bouw van een kerkorgel gegeven aan de Amsterdamse orgelbouwers Flaes & Brünjes. Dit orgel werd boven de kansel geplaatst en op 10 mei 1868 in gebruik genomen. Tijdens de grote restauratiewerken van de kerk werd in 1962 het orgel gedemonteerd door de firma Van Vulpen uit Utrecht en in september 1964 teruggeplaatst aan de westzijde van de kerk. In 2011 werd het orgel gedeeltelijk gerestaureerd door de firma A. Nijsse & Zn uit Wolphaartsdijk.

## Fotogalerij

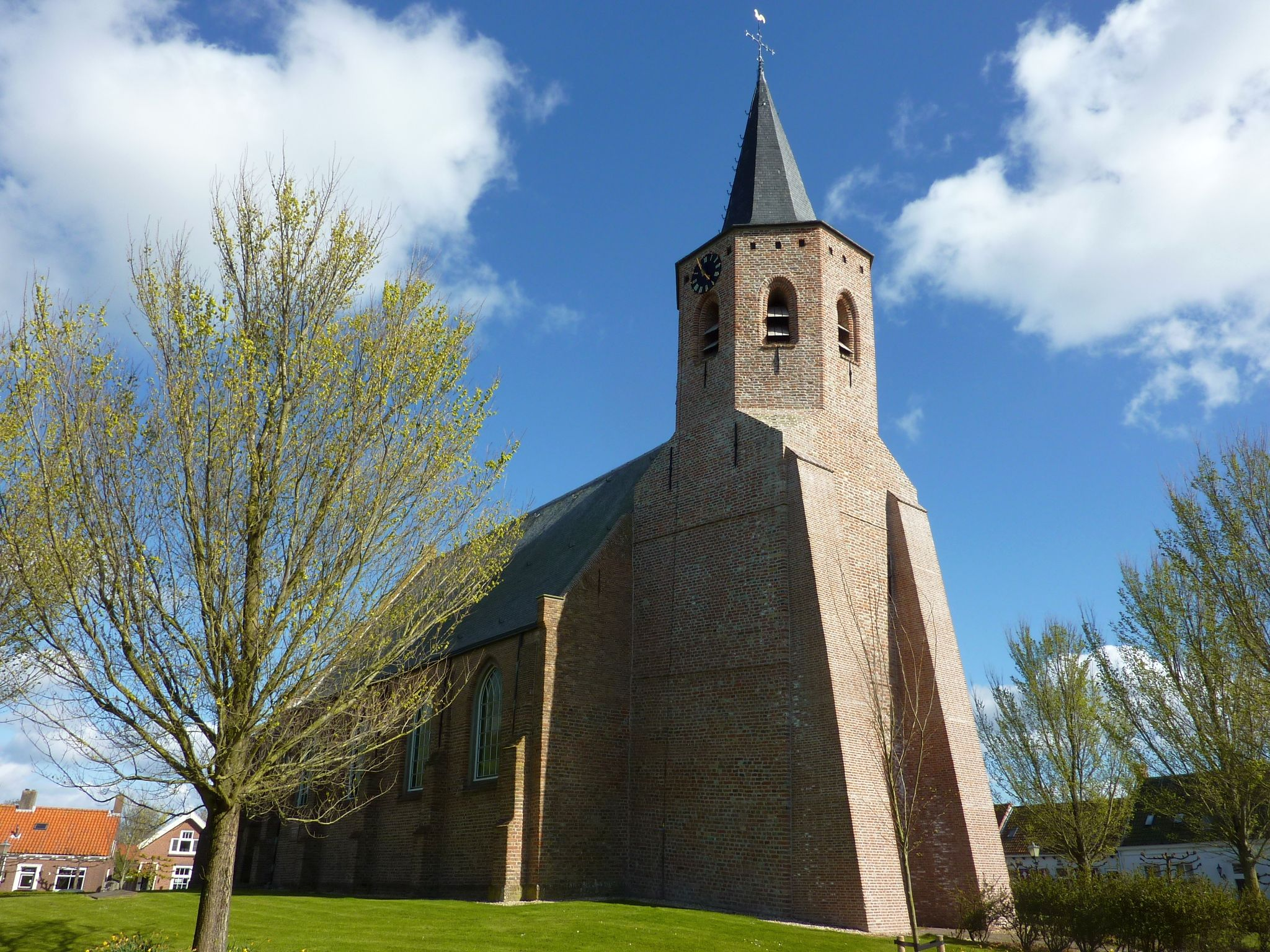
Kerktoren anno 2017
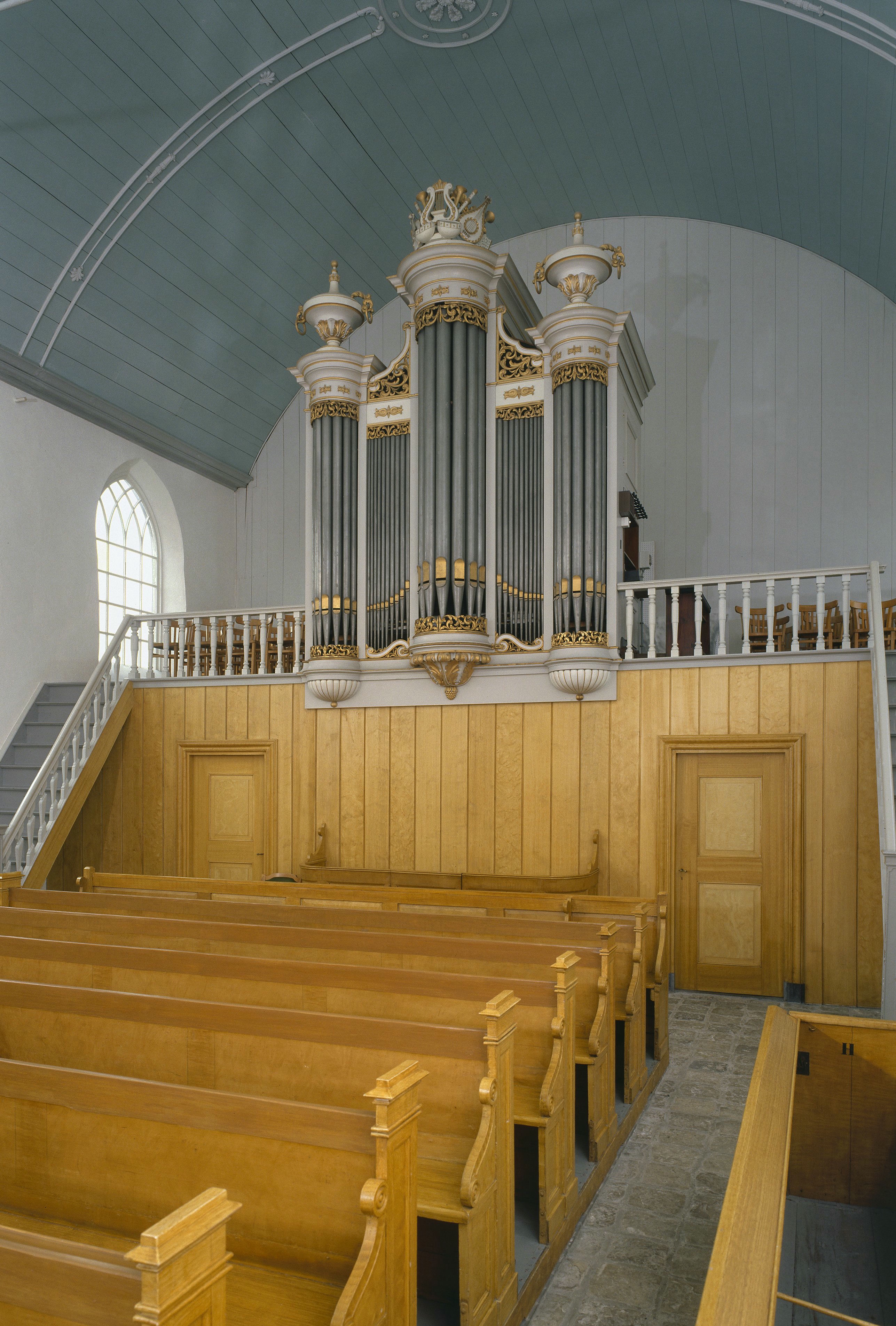
Interieur met orgel (huidige plaats)
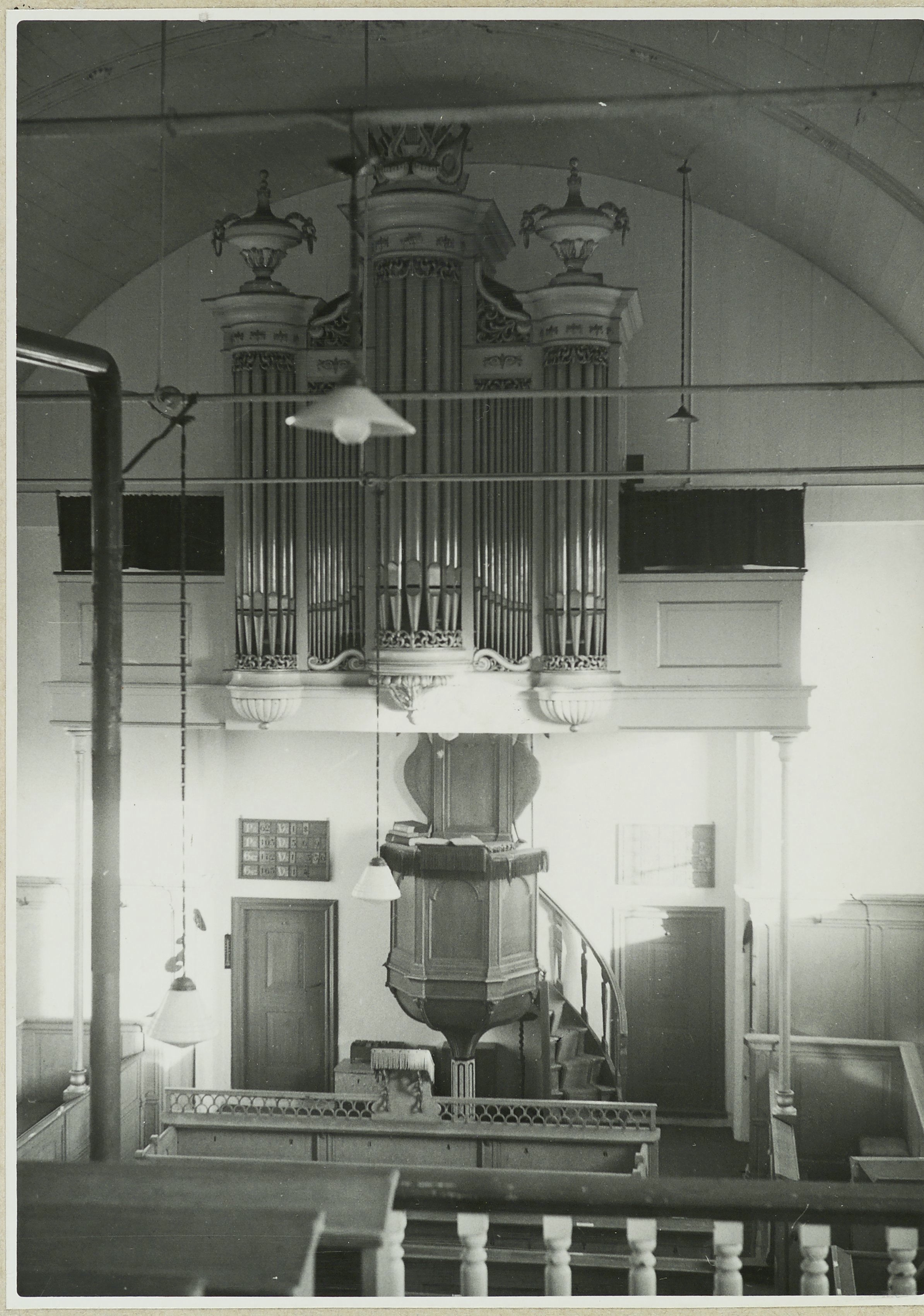
Kansel met orgel voor de verplaatsing
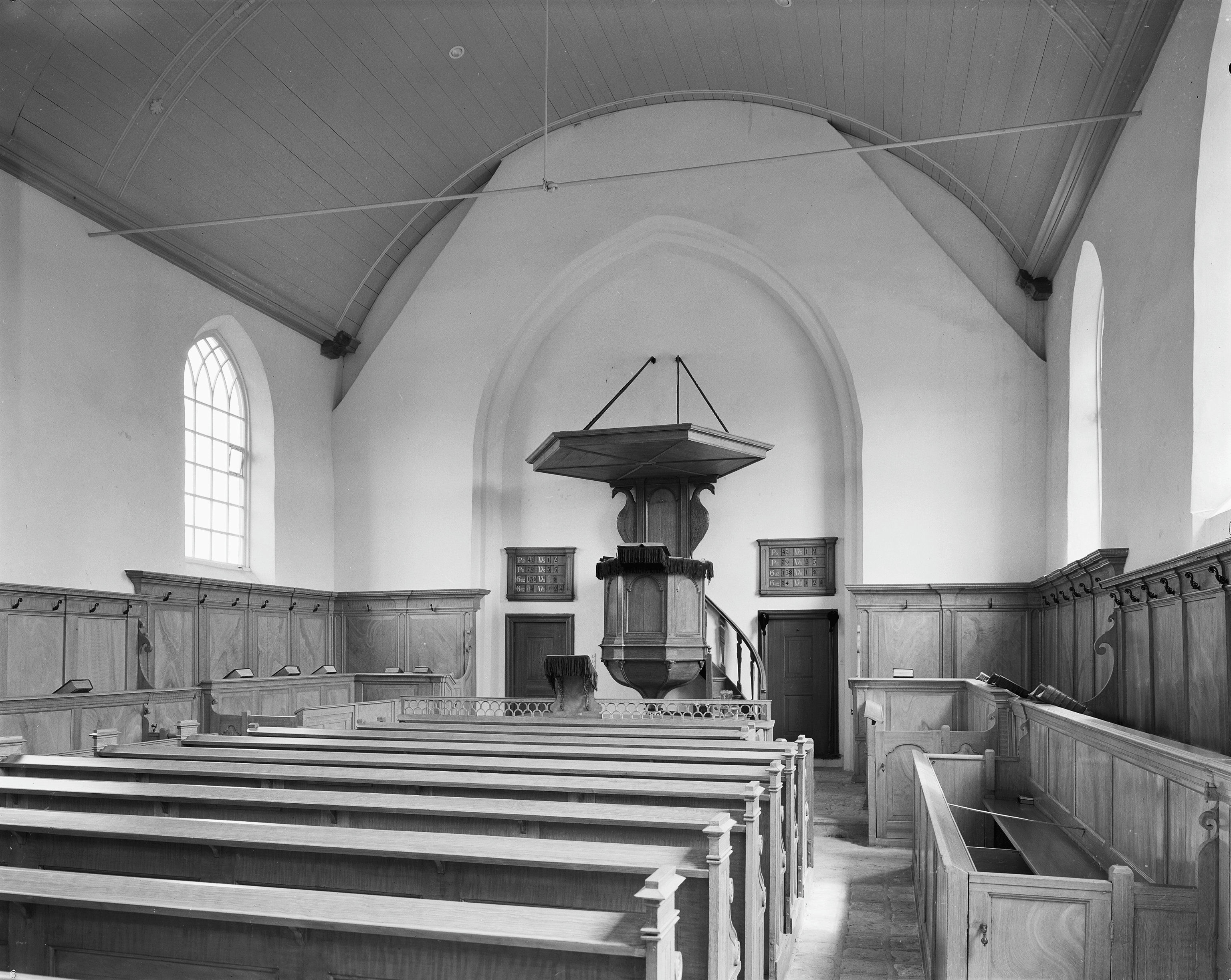
Interieur naar het oosten